# Штип
Штіп (мак. Штип) — найбільше місто Східного статистичного регіону Республіки Північна Македонія, адміністративний центр общини Штип.

## Історія

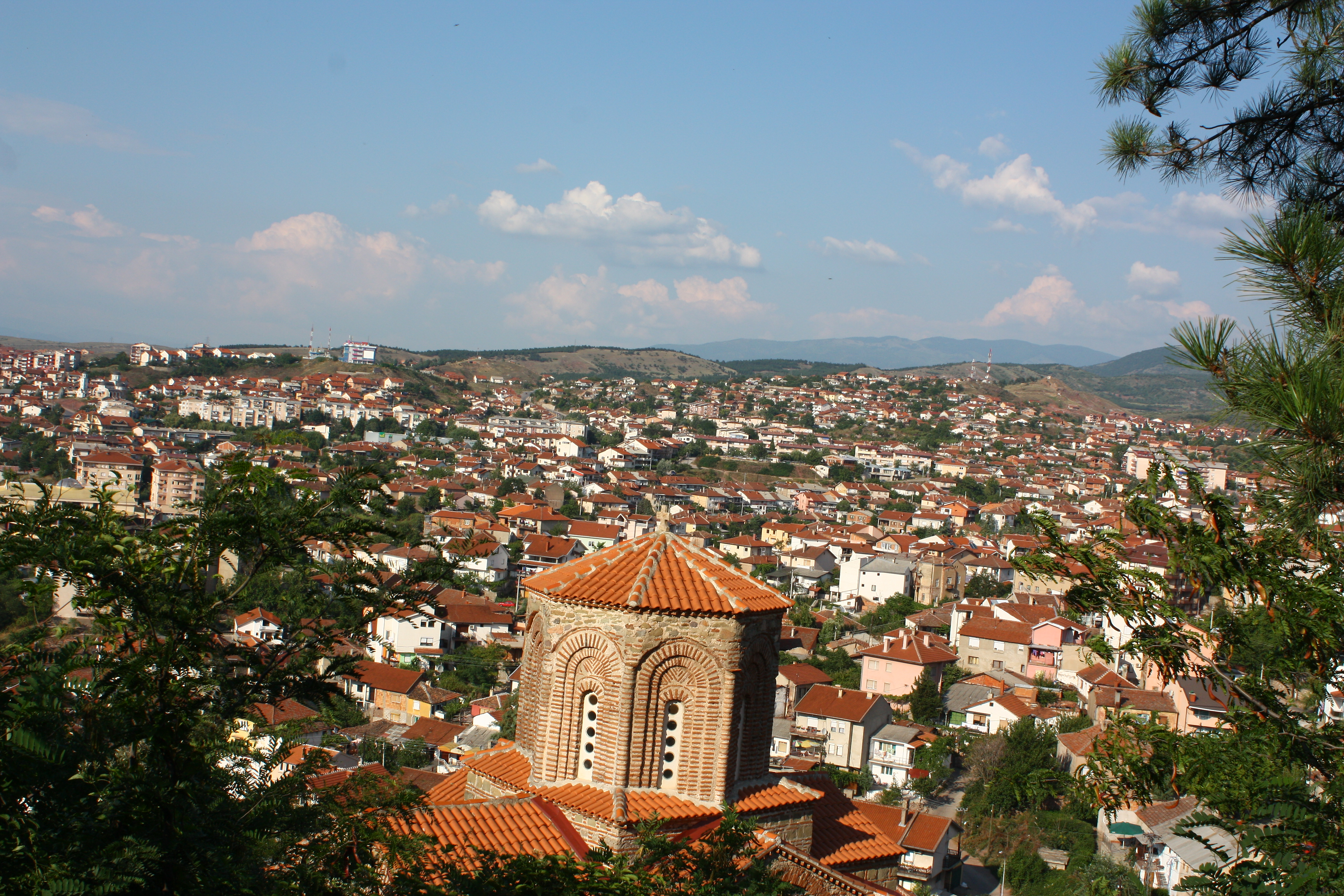
Вид на церкву Святого Михаїла

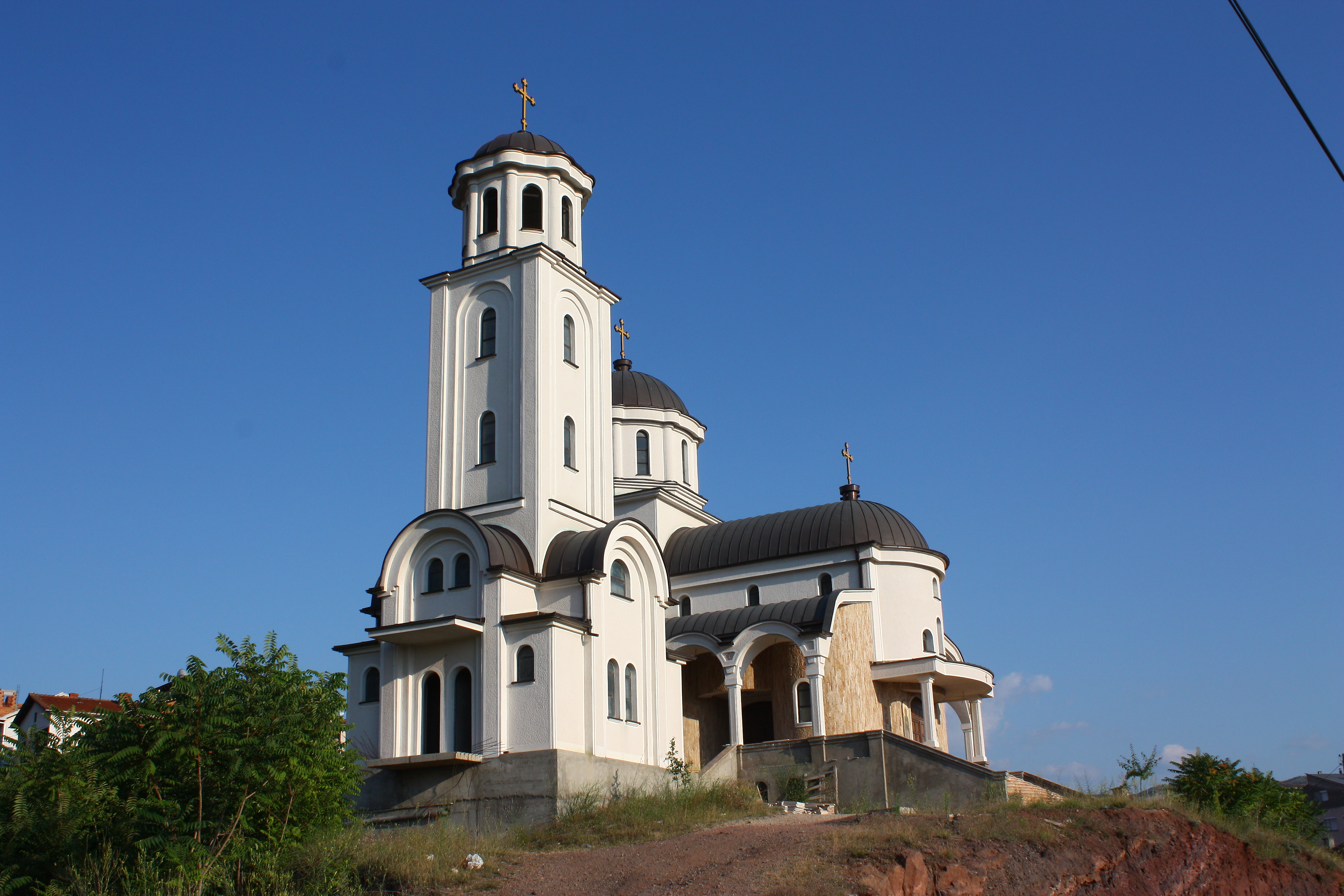
Церква Святого Климента Охридського

Штіп одне з найстаріших міст Республіки Північна Македонія. Вперше згадується в I столітті н. е. під назвою Астібо. Пізніше слов'яни болгарської групи дали йому ім'я Штіп. З IX століття місто входить до складу болгарської держави.
У наступні століття контроль над містом неодноразово переходив від болгар до Візантії і Сербії (після 1330 року). У  1382 році місто було захоплено Османською імперією, під владою якої знаходилось до 1912 року. Турки дали місту ім'я Істіп (Іштіп).
У 1912 році, під час Першої Балканської війни, місто було звільнено болгарською армією, але після Другої Балканської війни у 1913 році входить до складу Сербії.

## Населення
Населення міста (разом із селом Ново Село, яке фактично стало міським районом) становить 43 652 жителів, з яких 38 323 (87,85 %) є македонцями.

## Відомі люди
Уродженці:
- Ана Дурловскі (* 1978) — македонська оперна співачка.
- Трайче Кацаров (* 1959) — македонський письменник, театрознавець.
- Йосиф Ковачев (1839—1898) — болгарський вчений, педагог.
- Діаманді Николов (1867—1942) — болгарський військовик.
- Емануель Чучков (1901—1967) — македонський югославський політичний і науковий діяч.

Народилися в селі Ново Село:
- Тодор Александров — революціонер, лідер ВМРО протягом 1919—1924 років.
- Іван Михайлов — революціонер, лідер ВМРО протягом 1924—1934 років.

## Клімат
| Клімат                                           | Клімат | Клімат | Клімат | Клімат | Клімат | Клімат | Клімат | Клімат | Клімат | Клімат | Клімат | Клімат | Клімат |
| Показник                                         | Січ.   | Лют.   | Бер.   | Квіт.  | Трав.  | Черв.  | Лип.   | Серп.  | Вер.   | Жовт.  | Лист.  | Груд.  | Рік    |
| Абсолютний максимум, °C                          | 15,0   | 21,0   | 26,1   | 32,8   | 36,0   | 38,0   | 42,6   | 38,9   | 35,0   | 30,6   | 23,9   | 20,0   | 42,6   |
| Середній максимум, °C                            | 4,5    | 8,1    | 12,7   | 18,1   | 23,2   | 27,3   | 30,1   | 30,0   | 26,2   | 19,5   | 11,9   | 6,1    | 18,1   |
| Середня температура, °C                          | 0,7    | 3,5    | 7,5    | 12,5   | 17,3   | 21,1   | 23,4   | 23,0   | 19,2   | 13,4   | 7,4    | 2,4    | 12,6   |
| Середній мінімум, °C                             | −2,8   | −0,8   | 2,5    | 6,6    | 11,0   | 14,3   | 16,1   | 15,8   | 12,4   | 7,7    | 3,1    | −1,1   | 7,1    |
| Абсолютний мінімум, °C                           | −19,5  | −18    | −10,6  | −1,1   | 2,8    | 7,0    | 8,3    | 7,5    | 2,0    | −5     | −9     | −14,5  | −19,5  |
| Середня кількість сонячних годин на місяць       | 86,9   | 112,5  | 161,1  | 198,4  | 245,2  | 276,3  | 323,0  | 305,4  | 247,5  | 188,2  | 114,8  | 79,6   |        |
| Норма опадів, мм                                 | 30.0   | 29.0   | 33.1   | 39.9   | 57.6   | 47.3   | 37.5   | 31.7   | 31.6   | 44.0   | 52.2   | 40.3   | 474.0  |
| Днів з опадами                                   | 7      | 7      | 10     | 10     | 10     | 6      | 4      | 4      | 4      | 7      | 9      | 9      | 86     |
| Вологість повітря, %                             | 80     | 75     | 68     | 63     | 63     | 59     | 53     | 54     | 59     | 68     | 78     | 82     | 67     |
| ------------------------------------------------ | ------ | ------ | ------ | ------ | ------ | ------ | ------ | ------ | ------ | ------ | ------ | ------ | ------ |
| Джерело: Deutscher Wetterdienst (1961–1990 роки) |        |        |        |        |        |        |        |        |        |        |        |        |        |